# Кварцитний (зупинний пункт)
Кварци́тний — пасажирський залізничний зупинний пункт Донецької дирекції Донецької залізниці.
Розташована у Куйбишевському районі Донецьк на лінії Волноваха — Донецьк між станціями Рутченкове (5 км) та Донецьк (5 км).
Довжина пасажирських платформ 158 м.
Через військову агресію Росії на сході Україні транспортне сполучення припинене.